# Museo de la Farmacia de Santa Catarina (Lisboa)
El Museu da Farmácia (en portugués: Museu da Farmácia) localizado en el edificio de la Asociación Nacional de Farmacias, en Santa Catarina (Lisboa), fue inaugurado en junio de 1996. Las primeras piezas que dieron origen al museo fueron donadas a la Asociación Nacional de Farmacias por el Dr. Salgueiro Basso a las cuales seguirían otras donaciones. El acervo de este museo representa 5000 años de la historia de la salud y está constituido por muchas piezas de diverso origen geográfico (Egipto, Roma, Mesopotamia, etc.), siendo destacable, la reconstrucción de cuatro farmacias, como por ejemplo una farmacia de Macau, así como una farmacia portátil del siglo XVIII. En el museo también se muestran diversas máquinas y aparatos utilizados por los farmacéuticos para fabricar medicamentos, tales como pesas, tarros, albarelos, etc. 
El museo de la farmacia ha recibido los siguientes premios: 
- Mejor museo portugués 1996, 1997, 1998
- Mejor proyecto farmacéutico 1999

Los Correos de Portugal emitieron una serie de sellos con imágenes de piezas del museo. 